# بويرتو لوبريراس
بلدية بويرتو لوبريراس (بالإسبانية: Puerto Lumbreras) هي بلدية تقع في منطقة مرسية جنوب شرق إسبانيا.

## الديموغرافيا
بلغ عدد سكان بلدية بويرتو لوبريراس 14.339 نسمة عام 2011 (وفقاً للمعهد الوطني الإسباني للإحصاء).
| 10.474 | 10.658 | 11.439 | 12.487 | 12.964 | 13.947 | 14.339 |

## أعلام
- بيدرو أنطونيو سانشيز
- أنطونيو خوسيه لوبيز مارتينيز